# Asterix Kieldrecht
O  Asterix Kieldrecht é um clube de voleibol indoor belga fundado em 1955 cuja sede está em Beveren (Flandres Oriental), que possui atualmente um time profissional feminino.

## História
O clube Asterix Kieldrecht foi fundado em 1969 e é um clube com uma história rica, 13 títulos nacionais alcançado em 2019, copas belgas e a Copa CEV em 2000-01, terceiro lugar na edição da Challenge Cup de 2009-10 (disputou o quadrangular final), participa das Copas Européias desde 1994.Foi o Laureado de Esportes Província da Flandres Oriental 1998 e 2001 e Embaixador do Município de Beveren, entre as jogadoras mais destacada no ãmbito nacional que defendeu as cores foi Virgine De Carne.
O objetivo do clube é formar os jovens e oferecer a eles todas as oportunidades de crescer no mais alto nível de jogadores de vôlei, com longa tradição com galeria de prêmios ricamente preenchido, nacional e internacionalmente, tanto entre os adultos e jovens. Há muito que se investe no trabalho juvenil há anos, resultando em um fluxo crescente de jovens jogadores.
Em março 2016 o Asterix Kieldrecht e com base também em Beveren o AVO Melsele anunciaram sua fusão. Desde a temporada 2016-17 o clube passa utilizar o nome Asterix Avo.

## Títulos

### Nacionais
- Campeonato Belga: 13
- Campeão:1997-98, 1999-00, 2000-01, 2007-08, 2009-10, 2010-11, 2011-12, 2013-14, 2014-15, 2015-16, 2016-17, 2017-18
- Vice-campeão:1996-97, 1998-99, 2001-02, 2002-03, 2003-04, 2006-07, 2008-09, 2012-13.

- Copa da Bélgica:  15
- Campeão:1995-96, 1997-98, 1998-99, 2000-01, 2001-02, 2005-06, 2006-07, 2007-08, 2009-10, 2010-11, 2013-14, 2014-15, 2015-16, 2016-17, 2017-18
- Vice-campeão:2002-03, 2003-04, 2004-05, 2008-09, 2011-12 e 2012-13

- Supercopa Belga:  12
- Campeão:2000, 2002, 2005, 2006, 2008, 2010, 2012, 2014, 2016, 2017,2018, 2019
- Vice-campeão:1997, 1999, 2002, 2003, 2004, 2007, 2009, 2013

### Internacionais
- CEV Champions League: 0
- Copa CEV: 1
- Campeão:2000–01
- Challenge Cup: 0
- Terceiro posto:2009-10